# Campolongo sul Brenta
Campolongo sul Brenta é uma comuna italiana da região do Vêneto, província de Vicenza, com cerca de 837 habitantes. Estende-se por uma área de 9 km², tendo uma densidade populacional de 93 hab/km². Faz fronteira com Bassano del Grappa, Conco, San Nazario, Solagna, Valstagna.

## Demografia
| Variação demográfica do município entre 1861 e 2011                               |
|                                                                                   |
| Fonte: Istituto Nazionale di Statistica (ISTAT) - Elaboração gráfica da Wikipedia |